# Юджин Сернан
Ю́джин Се́рнан (англ. Eugene Andrew Cernan або Gene Cernan; 14 березня 1934, Чикаго, Іллінойс — 16 січня 2017) — астронавт США, капітан 3-го рангу ВМФ. Народився в сім'ї чеського та словацького походження. При народженні отримав ім'я Ондрей Чернян (словац. Ondrej Čerňan)[джерело?].

## Біографія
Після закінчення в 1956 році університету Пердью (Західний Лафейетт, штат Індіана) отримав ступінь бакалавра наук в області електронної техніки. Потім закінчив військово-морську школу США в Монтереї (штат Каліфорнія), отримавши ступінь магістра наук з авіаційної техніки.
З 1963 — в групі астронавтів Національного управління з аеронавтики і дослідження космічного простору. Спільно з Т. Стаффордом 3—6 червня 1966 зробив політ на космічному кораблі «Джеміні-9» як 2-й пілот. За 72 години 21 хвилин корабель зробив 45 обертів навколо Землі, пролетівши близько 1,8 млн км. Під час польоту Сернан здійснив вихід в космос, де пробув 2 години 5 хвилин. Вперше була проведена зустріч з ракетою-мішенню на 3-му витку і доведена можливість зустрічі на ще раніших витках.
Спільно з Т. Стаффордом і Дж. Янгом 18—26 травня 1969 зробив обліт Місяця як пілот місячної кабіни космічного корабля «Аполлон-10» з виходом 21 травня на орбіту штучного супутника Місяця. Місячна кабіна, що відокремилася від космічного корабля, із Сернаном і Стаффордом знаходилася за 15 км від поверхні Місяця. Після стиковки місячної кабіни з космічним кораблем екіпаж повернувся на Землю. Всього Сернан пробув на селеноцентричній орбіті 61 годину 40 хвилин.
7—19 грудня 1972 спільно з Г. Шміттом і Р. Евансом здійснив політ на Місяць як командир космічного корабля «Аполлон-17». Місячна кабіна із Сернаном і Шміттом примісячилася в районі гір Тавр і кратера Літтров 11 грудня 1972. На Місяці Сернан пробув 75 годин, включаючи 3 виходи на його поверхню загальною тривалістю 23 години 12 хвилин. При пересуванні по Місяцю Сернан і Шмітт користувалися місячним автомобілем.
За 3 рейси в космос налітав 566 годин 16 хвилин.

## Кар'єра після НАСА
В 1976 Сернан звільнився з ВМФ (в ранзі капітана) та з НАСА.
Починаючи з 1987 року Сернан був співробітником ABC News на ранковій програмі «Доброго ранку Америко» (англ. Good Morning America), працював в щотижневому фрагменті програми «Прорив» (англ. Breakthrough) про здоров'я, науку та медицину.
В 1999 році разом з співавтором Дональдом Девісом (англ. Donald A. Devis) опублікував свої мемуари «Остання людина на Місяці» (англ. The Last Man on the Moon). Брав участь в документальних фільмах про космічні дослідження, таких як «В тіні Місяця» (англ. In the Shadow of the Moon) а також при написанні однойменної книги.
13 травня 2010 Сернан разом з Нілом Армстронгом свідчив перед Конгресом проти скасування космічної програми «Сузір'я», яка була ініційована ще адміністрацією попереднього президента Буша як частина програми «Бачення космічного дослідження» (англ. Vision for Space Exploration), яка передбачала повернення людини на Місяць, а пізніше пілотованого польоту на Марс.
В 2016 Сернан з'явився в документальному фільмі «Остання людина на Місяці» (англ. The Last Man on the Moon), знятому британським кінорежисером Марком Крейгом (Mark Craig). Фільм знімався дев'ять років та базується на однойменній книзі Сернана.

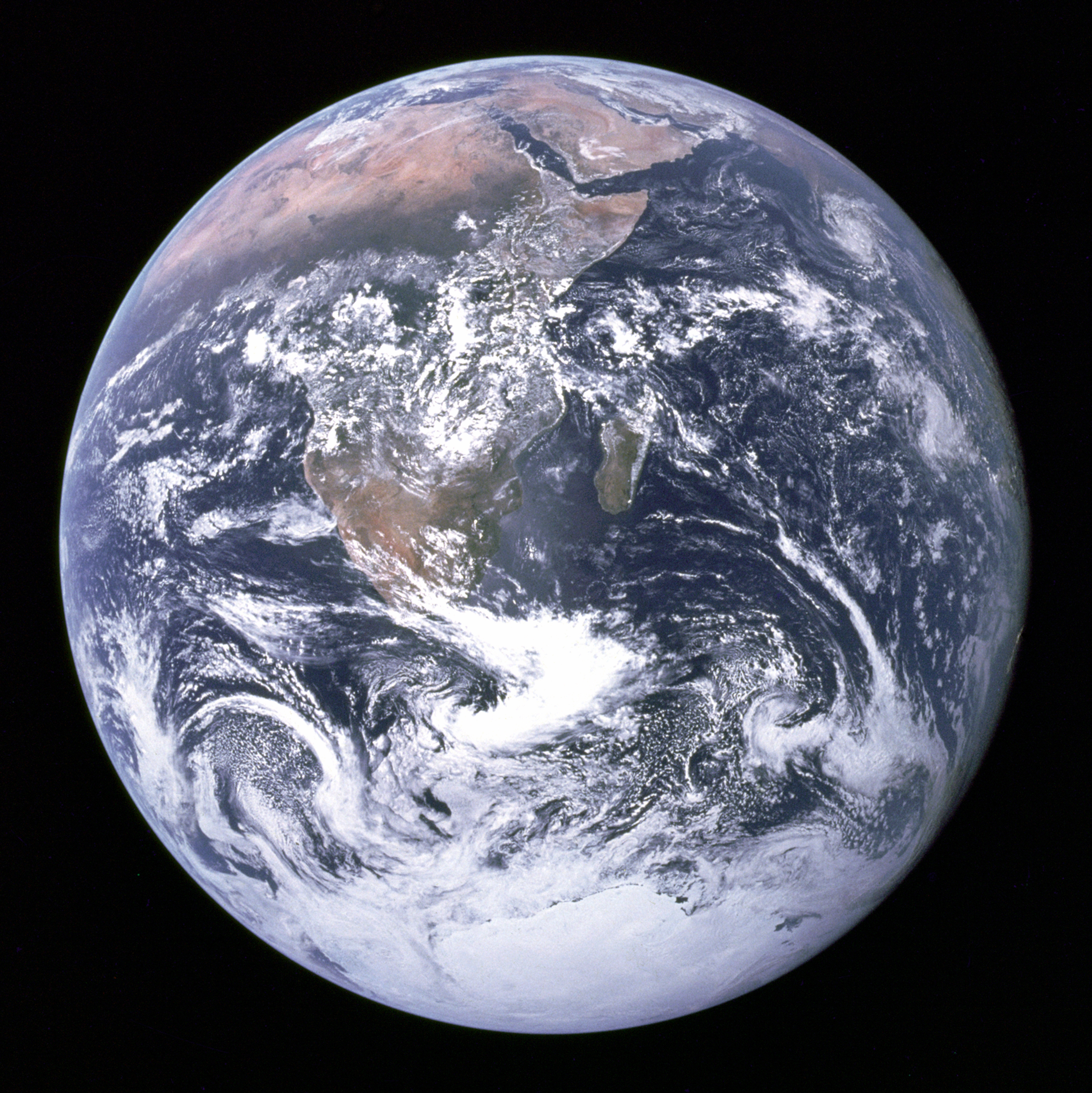
Відома фотографія Землі, зроблена з Аполлона-17, можливо, Юджином Сернаном на шляху до Місяця